# M'banza-Kongo
M'banza-Kongo (phát âm tiếng Bồ Đào Nha: [ɐ̃ˈbɐ̃zɐ], [ĩˈbɐ̃zɐ], [mɨˈβɐ̃zɐ] hoặc [miˈβɐ̃zɐ ˈkõɡu] được gọi là São Salvador trong tiếng Bồ Đào Nha từ năm 1570 đến 1975) là thủ phủ của tỉnh Zaire, tây bắc Angola. M'banza-Kongo (đúng là Mbanza Koongo hoặc Kongo trong hầu hết các chữ viết đều được chấp nhận) được thành lập một thời gian trước khi người Bồ Đào Nha đến vào năm 1483 và là thủ đô của Kilukeni, triều đại nắm quyền với thời đó. Nơi đây sau đó bị bỏ rơi trong các cuộc nội chiến thế kỷ XVII. Nó nằm gần biên giới của Angola với Cộng hòa Dân chủ Congo, trong thung lũng phía nam chạy dọc theo sông Luezi và trên một đỉnh núi vô cùng ấn tượng có tên là Mongo a Kaila (có nghĩa là núi phân chia). Năm 2017, nó được UNESCO công nhận là Di sản thế giới, và đây cũng là địa điểm đầu tiên ở Angola có danh hiệu này.

## Lịch sử
M'banza-Kongo đã từng là quê hương của Manikongo, người cai trị của Vương quốc Kongo, một vương quốc mà hưng thịnh nó từng trải dài từ bờ biển Đại Tây Dương ở Nam Phi lên đến bờ sông Nkisi. Manikongo đã được các nhà lãnh đạo của gia tộc chọn để cai trị khu vực có diện tích 300 mi3, là khu vực mà ngày nay là một phần của một số quốc gia. Những người Bồ Đào Nha đầu tiên đến đây vào năm 1491 khi trải qua 10 ngày di chuyển từ cửa sông Congo.
Các vị vua đầu tiên đã gọi nó là "thành phố Congo" và cái tên São Salvador xuất hiện lần đầu trong các thư của Álvaro I (1568–1587) và sau đó là cả những người kế vị ông. Tên này đã được đổi thành "Thành phố Kongo" (Mbanza Kongo) sau khi Angola độc lập vào năm 1975.
Khi người Bồ Đào Nha đến đây, Mbanza Kongo đã là một thị trấn lớn, có lẽ là thị trấn lớn nhất ở châu Phi cận xích đạo, và năm 1491 nó được so sánh với thị trấn Évora của Bồ Đào Nha. Trong triều đại của Afonso I, các tòa nhà bằng đá đã được thêm vào, bao gồm một cung điện và một số nhà thờ. Thị trấn phát triển mạnh mẽ khi vương quốc Kongo mở rộng và phát triển, và một tuyên bố giáo hội trong những năm 1630 liên quan đến 4.000-5.000 lễ rửa tội được thực hiện trong thành phố và vùng xung quanh, phù hợp với tổng dân số lúc đó là 100.000 người. Trong số này, có lẽ 30.000 người sống trên núi và phần còn lại trong các thung lũng quanh thành phố. Trong số các tòa nhà quan trọng của nó có khoảng 12 nhà thờ, bao gồm nhà thờ São Salvador, cũng như nhà nguyện nhỏ và một cung điện hoàng gia hai tầng ấn tượng, theo Giovanni Francesco của Roma đã tới đây (1648).
Thành phố bị bỏ rơi nhiều lần trong các cuộc nội chiến sau Trận chiến Mbwila năm 1665, và một lần nữa vào năm 1678. Nó được tái chiếm vào năm 1705 bởi những người theo Dona Beatriz Kimpa Vita và được vua Pedro chọn làm thủ đô của Kongo năm 1709. Nó không bao giờ bị bỏ hoang mặc dù dân số của nó dao động đáng kể trong thế kỷ XVIII và XIX.

## Địa điểm

Tàn tích của Nhà thờ chính tòa Chúa cứu thế của Congo.

M'banza Kongo được biết đến với những tàn tích của Nhà thờ chính tòa Chúa cứu thế của Congo được xây dựng vào năm 1549. Nhiều người Angola tuyên bố rằng nó là nhà thờ lâu đời nhất ở Châu Phi cận Sahara, mặc dù điều này không đúng vì nhà thờ lâu đời nhất nằm tại Ethiopia. Nhà thờ ngày nay được gọi là São Salvador, với tên địa phương là nkulumbimbi. Đức Giáo hoàng Gioan Phaolô II đã viếng thăm địa điểm này trong chuyến thăm của ông tới Angola vào năm 1992.
Một địa danh thú vị khác có ý nghĩa lịch sử là Tượng đài mẹ của Afonso I gần sân bay, kỷ niệm một truyền thuyết nổi tiếng bắt đầu vào những năm 1680 rằng, nhà vua đã chôn mẹ mình vì bà không chịu từ bỏ một "tượng thần" mà bà ấy đeo trên cổ.
Các địa điểm quan trọng khác bao gồm Jalankuwo, cây phán xét của Manikongo vẫn có thể được tìm thấy ở khu vực trung tâm thành phố, cùng với sunguilu, một cấu trúc hình chữ nhật, nơi truyền thống địa phương nói rằng thi thể của vua được rửa sạch trước khi chôn cất. Cả hai đều nằm trên khu vực của cung điện hoàng gia và Bảo tàng Hoàng gia ngày nay.
Bảo tàng Hoàng gia gần đây được xây dựng lại như một cấu trúc hiện đại, chứa một bộ sưu tập ấn tượng của các đồ tạo tác từ Vương quốc Kongo cũ, mặc dù nhiều hiện vật đã bị mất khỏi tòa nhà cũ trong cuộc nội chiến 1976-2002.